# Once noches
Once Noches es el tercer álbum de estudio de Christian Meier, lanzado en 2002. En la canción "Novia de nadie" hace dúo con Mikel Erentxun.

## Lista de canciones
1. Nadie como tú
2. Alguien
3. Regreso al infierno
4. Novia de nadie (dúo con Mikel Erentxun)
5. No llores más
6. Memphis mafia
7. Indecente
8. Esa sí es una mujer
9. Lo que no viví
10. Adiós mundo cruel
11. Game over